# Danmark under andra världskriget
Den här artikeln behandlar Danmarks historia under andra världskriget.
Danmark under andra världskriget (danska Besættelsen) blev efter en kort tids neutralitet ockuperat av Nazityskland 9 april 1940. Ockupationen varade till och med krigsslutet i Europa i maj 1945.

## Bakgrund
Den 1 september 1939 förklarade sig Danmark neutralt, lade ut minor i farlederna och inkallade några få årgångar av försvaret. Anslaget till försvaret hade skurits ned ända sedan 1922. I Danmark resonerade man att Tyskland under alla omständigheter skulle kunna besegra Danmark. Militär upprustning sågs därför som meningslös. Vid invasionen hade Danmark endast 12 700 man under vapen. Flottan uppgick till tre pansarskepp, 21 torpedbåtar och elva ubåtar, en styrka om 1450 man. Från tysk sida försäkrade storamiral Raeder och Hitler själv att Tyskland inte skulle kränka den danska neutraliteten.

## Invasionen

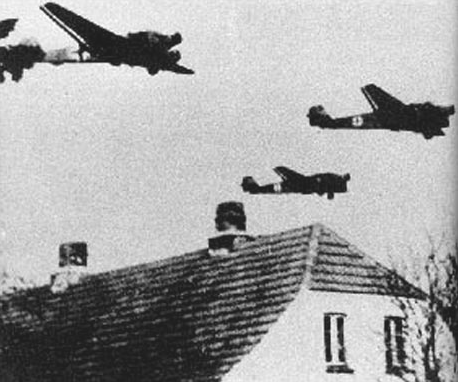
Tyskt flyg över Danmark 9 april 1940.

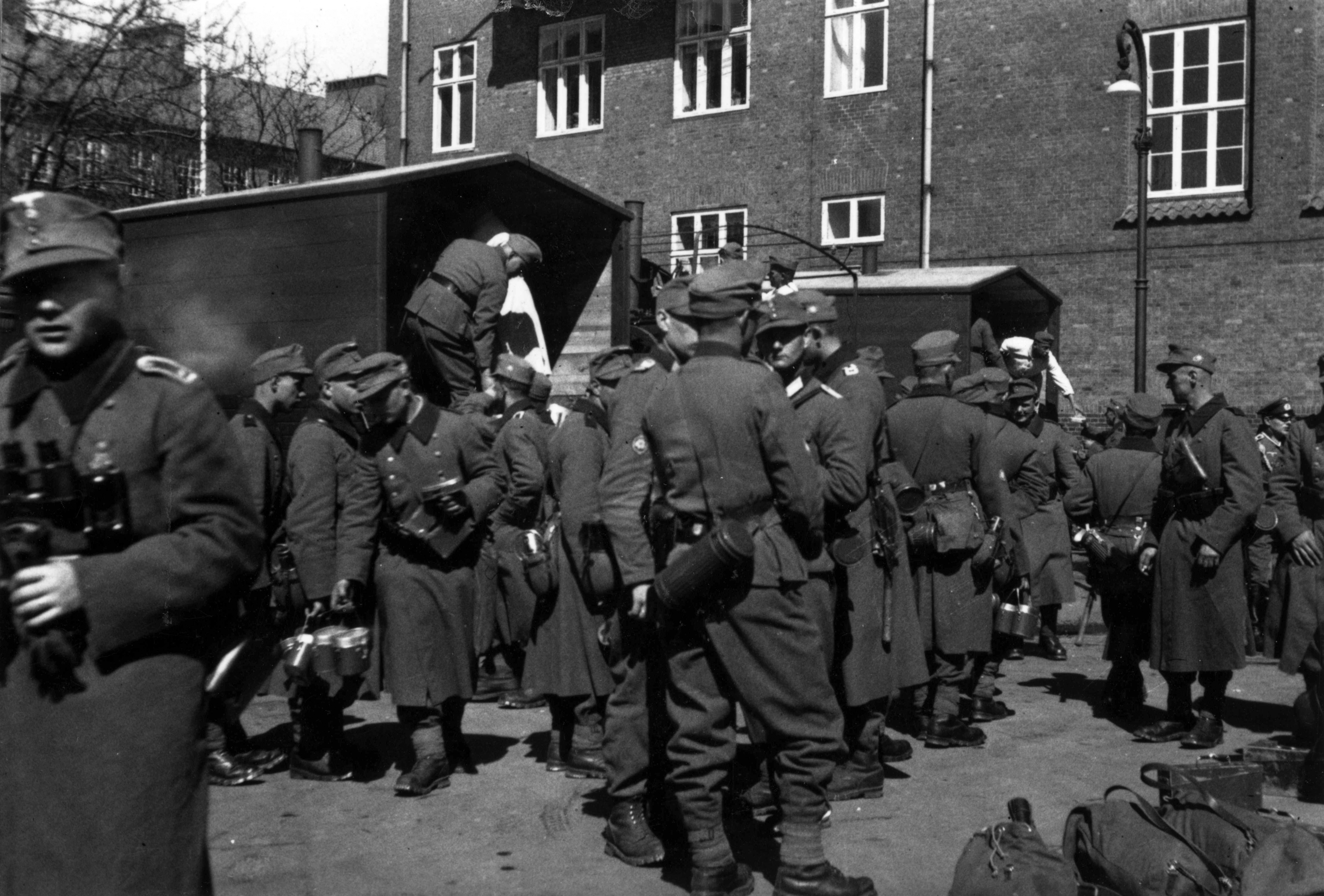
Tyska bergsjägare i Köpenhamn.

Klockan 4.15 den tisdagen 9 april 1940 gick tyska trupper till anfall mot Danmark som en del av operation Weserübung. Huvudmålet Norge angreps samtidigt. Det tyska målet med invasionen av Danmark var att säkra flygfält i Jylland så att Luftwaffe skulle kunna operera över Norge redan från det första dygnet av operationen. Norge angreps för att säkra järnmalmstransporterna från Sverige och för att få flott- och flygbaser som skulle vara till nytta när tyskarna skulle anfalla Storbritannien. 
De tyska styrkorna gick in över gränsen vid Flensburg och Tönder, och på morgonen 9 april landsteg sjötransporterade soldater i Köpenhamn från det tyska hjälpfartyget Hansestadt Danzig. 16 danska soldater dog under de första morgontimmarna men den danska armén hade knappast något att sätta emot.
Danmarks regering antog efter förhandlingar och protest tyska villkor och ställde sig under tysk administration och bildade en samlingsregering. Samma natt utspelades häftiga sjöstrider utmed den norska kusten mellan allierade trupper och tyska flottavdelningar under svår storm. 
Av Sverige begärde Tyskland strikt neutralitet. I Sverige hölls bland annat konseljer med kungen och nämndsammanträden med utrikesministern, innan regeringen svarade att den skulle hålla sig till samma neutralitetspolitik som den fört dessförinnan, och att regeringen förbehöll sig rätten att vidta de åtgärder som krävdes för att vidmakthålla den.

### Danmark under tysk ockupation

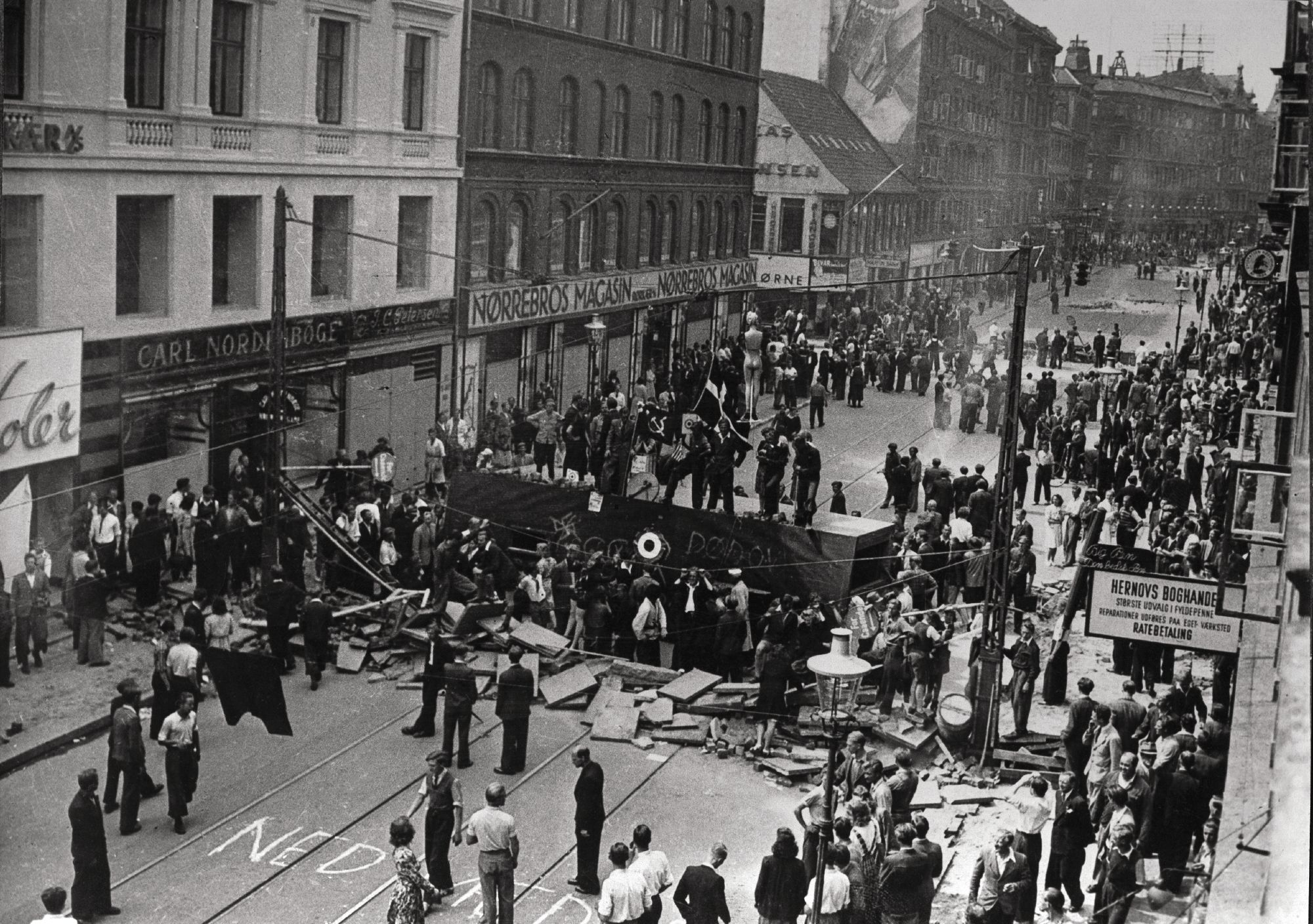
Vid månadsskiftet juni-juli 1944 utlystes generalstrejk i Köpenhamn som svar på det utegångsförbud tyskarna infört. Stadsborna struntade i utegångsförbudet och byggde barrikader, som på bilden.

Tyskland tillät Danmark att behålla sin valda regering och sitt parlaments auktoritet. Detta var unikt bland tyskockuperade länder; exempelvis i Norge tillsattes en ockupationsregering helt i strid mot dess grundlag. Dock gjordes i Danmark stora eftergifter mot tyskarna och bland annat infördes censur på ett grundlagsvidrigt sätt. En del motståndsmän greps med start 1941 och sattes i fängelse i Tyskland.
Sommaren 1943 ökade oroligheterna och protesterna mot den tyska närvaron och tyskarna ansåg inte att regeringen gjorde tillräckligt för att sätta stopp för detta. Den 29 augusti införde tyskarna undantagstillstånd, avväpnade den danska militären och försökte ta över danska flottans fartyg. 27 av dessa fartyg sänktes dock av de egna besättningarna för att de inte skulle falla i tyskarnas händer. I oktober beslutade tyskarna att judarna i Danmark skulle deporteras till koncentrationsläger men de flesta judar lyckades rädda sig över till Sverige.
Den 21 mars 1945 inträffade Shellhusbombardemanget. I Shellhuset i Köpenhamn hade tyska Gestapo inrättat sitt högkvarter våren 1944. På grund av att den danska motståndsrörelsen blev hårt förföljd och hotades att krossas av Gestapo begärde motståndsrörelsens ledare att högkvarteret skulle bombas i slutet av 1944. Flyganfallet sköts upp på grund av den tyska Ardenneroffensiven men den 21 mars 1945 blev det av på motståndsrörelsens trägna begäran. Anfallet blev lyckat och högkvarteret totalförstördes. Ungefär 50 danskar och 50 tyskar som arbetade för Gestapo dog i anfallet och 18 av de 26 fångar som fanns fängslade i huset lyckades fly. Dock havererade ett av planen i den första vågen nära en skola och den efterföljande tredje vågen av plan bombade skolan istället för Shellhuset då de blev desorienterade av röken från det brinnande planet. Det ledde till att 109 civila varav 93 barn dödades.

### Island och Grönland
Island (då i union med Danmark) berördes aldrig av den tyska ockupationen utan britterna besatte helt odramatiskt ön den 10 maj 1940. 1941 tog amerikanerna över ön. Den amerikanska ockupation av Island innebar ett stort uppsving för ön som sedan 1930-talet var drabbat av en allvarlig ekonomisk kris som hade förvärrats när det spanska inbördeskriget hindrade den lönsamma fiskexporten till Spanien. 1944 utropade Island sig som självständig republik.
Den danska ambassadören i USA erkände inte den danska regeringen efter ockupationen och tillät därför på egen hand att USA upprättade baser på Grönland. Detta förkortade flygrutten till England via Grönland och Island. USA upprättade även viktiga meteorologiska stationer på Grönland. Tyskarna försökte göra likadant i hemlighet men dessa försök stoppades av amerikanska och danska patruller på plats. 

### Frikorps Danmark

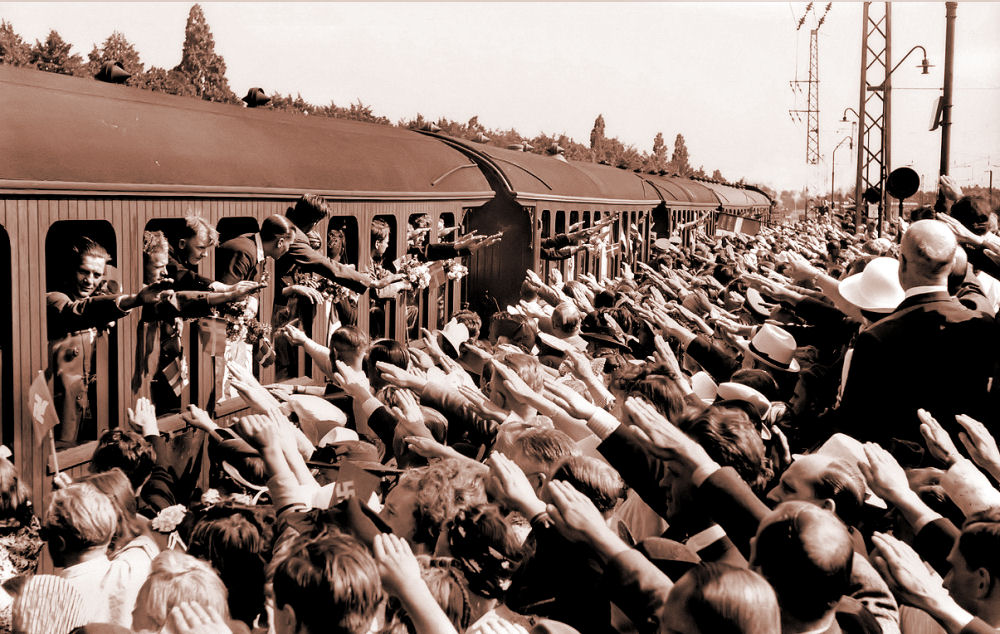
Frikorps Danmark avreser till östfronten 1941.

Ca 12 000 danskar anmälde sig som frivilliga till Frikorps Danmark, som anslöts till Waffen-SS, varav 6000 antogs. Av dessa 6000 var ungefär hälften medlemmar i det danska nazistpartiet DNSAP. Omkring 2000 av de danska Waffen-SS-soldaterna dödades i kriget och några hundra hamnade i sovjetisk fångenskap (de sista av dessa krigsfångar kom hem först 1955). Efter kriget instiftade Danmark en retroaktiv lag som gjorde det olagligt att ha tagit värvning hos tyskarna, detta trots att regeringen under kriget givit sitt tillstånd till denna aktivitet. Regeringen menade dock att man borde förstått att regeringen hade handlat under tvång från ockupationsmakten. Straffet blev i snitt två års fängelse för meniga, lite längre för officerare och de frivilliga blev av med sina medborgerliga rättigheter (dvs. sin rösträtt m.m.). 3 200 danskar dömdes för detta. Många frivilliga enrollerade sig efter hemkomsten i olika tyska hjälpkårer, bland annat i hjälppolisen (Hipo), som jagade sabotörer och motståndsmän med stor hårdhet. Totalt dömdes 1 704 personer till växlande straff för sådan verksamhet. Speciellt hårda straff fick de som enrollerat sig efter poliskårens internering i september 1944; 391 sådana före detta hjälpkårsmedlemmar fick efter befrielsen straff mellan 10 år och livstid.

## Danskar som dog under ockupationen

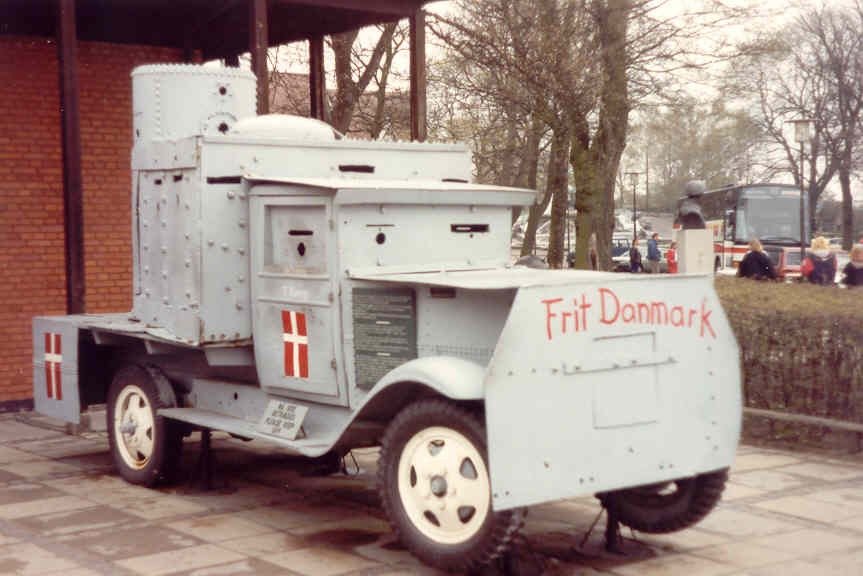
Pansarfordon, tillhörande de danska motståndsmännen.

På ockupationens första dag den 9 april 1940 dödades och sårades 39 danska soldater. Ytterligare fyra dog den 29 augusti 1943 när tyskarna införde  undantagstillstånd, avväpnade den danska militären och försökte ta över danska flottans fartyg. Motståndsrörelsen förlorade 850 medlemmar som stupade under kriget. Omkring 900 civila miste också livet som en följd av allierade bombningar, kravaller eller tyska hämndmord. Åtminstone 600 danskar miste livet i tyska koncentrationsläger. 1850 danska sjömän som seglade i allierad tjänst miste livet, de flesta på grund av tyska ubåtsangrepp.

## Efterspel
I de juridiska processerna efter andra världskriget fick Danmark utstå mycket kritik för sina samarbetskompromisser. Omedelbart efter befrielsen arresterades 40 000 danskar som misstänkta landsförrädare. De flesta av dessa släpptes snart men tusentals danskar som arbetat åt tyskarna dömdes till böter eller fängelse. Man återinförde även dödsstraffet retroaktivt, och av 103 dödsdömda danskar avrättades 46 stycken för landsförräderi. Politiker i samlingsregeringen som samarbetat med tyskarna gick dock ostraffade från krigsåren och många kunde fortsätta sina politiska karriärer.

### Nyansering av krigshistorien
Under senare år har den heroiserande skildringen av danskt motstånd nyanserats. Räddningen av de danska judarna i oktober 1943 möjliggjordes först genom initiativ från ledande tyska administratörer, främst Georg Ferdinand Duckwitz. Som i de flesta andra ockuperade länder höll det stora antalet invånare en låg profil och försökte överleva utan att väcka uppmärksamhet.
En stationering i Danmark var populär bland tyska soldater. Orsaken var det relativa lugnet och frånvaron av försörjningsbrist, i jämförelse med inte minst situationen på östfronten. Danmark beskrevs i jämförelse som "Flødeskumsfronten" ("gräddfronten").
Uppskattningsvis mellan 6000 och 8000 barn med tysk fader och dansk moder (tyskerunger) föddes under och strax efter ockupationen. Den danska regeringen har 5579 sådana fall i sina arkiv.
Uppskattningsvis 10 000 tyska flyktingbarn under fem års ålder dog i danska läger efter krigsslutet. Fler tyska flyktingar anges ha dött i danska läger efter kriget än danskar under hela kriget. Eftersom motviljan mot tyskar var stark bland befolkningen så valde danska röda korset och danska läkarsällskapet att tyskarna ej skulle ges någon läkarvård. Som en konsekvens dog exempelvis 80 procent av alla spädbarn, de flesta av orsaker som enkelt hade kunnat behandlas.